# Gnamptogenys sinensis
Gnamptogenys sinensis é uma espécie de formiga do gênero Gnamptogenys.